# Hafen Tarent
Der Hafen Tarent (italienisch Porto di Taranto) ist ein italienischer Seehafen in Apulien. Er liegt am Ionischen Meer, im Norden des Golfes von Tarent, unmittelbar westlich der Stadt Tarent. Von diesem Handels- und Industriehafen ist der östlich angrenzende Yachthafen Tarent und die Marinebasis Tarent zu unterscheiden. Hafenanlagen gibt es in Tarent seit dem Altertum, mit dem Bau des modernen Industriehafens wurde 1968 begonnen.

## Lage und Geschichte
Tarent, die Stadt der zwei Meere, liegt an einer als Mar Piccolo bezeichneten Lagune, die aus zwei kreisförmigen Teilen besteht. Die Reede am offenen Meer wird Mar Grande genannt. Die Lagune wird von der Reede durch eine Insel getrennt, die Isola del Borgo Antico. Im Norden ist die Insel über die Brücke Ponte di Porta Napoli mit dem Festland verbunden, im Süden über die Drehbrücke Ponte Girevole. Bis zum Bau der Marinebasis und des Arsenals im Mar Piccolo, in den 1880er Jahren, war Tarent eine Kleinstadt, die sich auf diese Insel begrenzte. Der kleine Handelshafen befand sich jahrhundertelang am nordwestlichen Ende der Insel, im Bereich der Piazza Sant'Eligio, dort wo heute der Yachthafen von Tarent ist. Etwas geschützt war er im Süden durch die kleine Mole Sant'Eligio.
Während man Ende des 19. Jahrhunderts beträchtliche Mittel in den Neubau des Marinearsenals steckte, vernachlässigte man den Handelshafen im Nordwesten zunächst noch. Bis 1904 entstand dann gegenüber dem bisherigen Handelshafen vom Festland aus eine zweite Mole, die im Westen als Wellenbrecher diente, im Inneren des Hafens jedoch eine Kaimauer hatte und somit zusätzliche Liegeplätze bot. Sie erhielt die Bezeichnung San Cataldo. Die Kaianlagen auf dem Festland, zwischen den beiden Hafenmolen und gegenüber dem Hauptbahnhof von Tarent gelegen, wurden bis 1935 gebaut. Damit hatte der Hafen in etwa die Form eines Sechsecks, wie es in römischer Zeit üblich gewesen war.
Ende der 1950er Jahre fiel die Entscheidung, in Tarent nach Genua-Cornigliano, Piombino und Neapel-Bagnoli einen vierten Stahlwerkskomplex von nationalem Interesse zu errichten. Für den Bau dieser sehr großen Anlagen des Staatsunternehmens Italsider und den einer neuen Erdölraffinerie des Eni-Konzerns wählte man ein Gebiet nordwestlich von Tarent aus, das in der Nähe des Bahnhofs und des Handelshafens liegt, mit freiem Zugang zum Meer. Nach der Einweihung des Stahlwerks im Jahr 1965 wurde 1967 ein Hafenentwicklungsplan für den Handelshafen vorgelegt. Der Plan sah einen Ausbau des Hafens in westlicher Richtung vor. Im Unterschied zum bisherigen Handelshafen (Porto mercantile) wurde der neue, unmittelbar anschließende Bereich Industriehafen (Porto industriale) genannt. Die bisherige Hafenmole San Cataldo wurde während der ersten Stahlkrise zur 330 Meter langen Pier 1 umgebaut, es folgten in westlicher Richtung drei weitere, jeweils über 500 Meter lange Piers und schließlich die Löschbrücke des Ölhafens bei der Raffinerie. Jenseits der Hafenmole, die von der westlich folgenden Punta Rondinella in Richtung der Cheradi-Inseln verläuft, also außerhalb des Mar Grande, wurde später eine fünfte Pier und ein Containerterminal gebaut.
Nach weiteren Stahlkrisen und wegen Missmanagement unrentabel geworden, verkaufte man das Stahlwerk 1995 an den Riva-Konzern, der drastische Rationalisierungsmaßnahmen durchführte, ohne jedoch die gravierende Umweltbelastung zu reduzieren. Trotz dieser Probleme blieb der Stahlwerkskomplex nach der Jahrtausendwende der größte Europas, mit entsprechend positiven Auswirkungen auf den Güterumschlag im Hafen. Im Jahr 2006 stand er mit knapp 50 Mio. Tonnen nach Genua und vor Triest an zweiter Stelle in Italien. Mit dem 2001 eröffneten Containerterminal und anderen Maßnahmen versuchte man, den Güterumschlag zu diversifizieren und so etwas weniger von dem Stahlwerk abhängig zu werden, jedoch mit wenig Erfolg: 2016 lag der Umschlag bei knapp 24,7 Mio. Tonnen und der Betreiber des Containerterminals ging in Konkurs. Die reformierte Hafenbehörde versucht seither, den Hafen neu auszurichten, zu modernisieren und neue Kunden zu gewinnen. Anfang 2018 beantragten das Konsortium Southgate Europe Terminal sowie South Marine Gate Konzessionen für Teile des Containerterminals.

## Infrastruktur und Nutzung

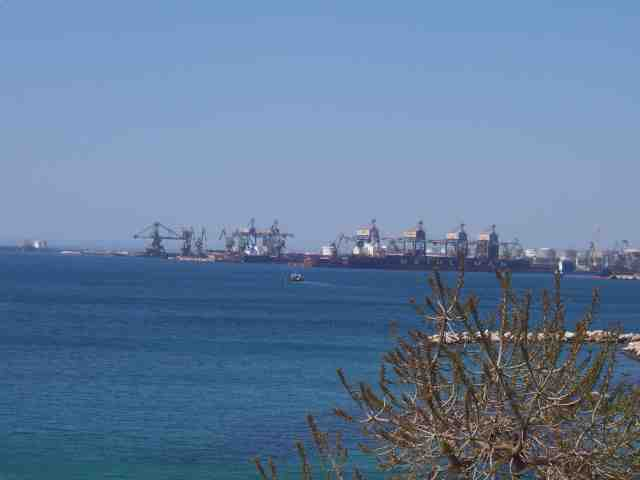
Industriehafen von Tarent

Der zum Sueskanal und damit zu den Schifffahrtsrouten in den Mittleren und Fernen Osten relativ günstig gelegene Hafen ist multimodal sehr gut angebunden: über die Adria-Autobahn A14 und die Adria-Eisenbahn mit Norditalien und von dort aus mit Mitteleuropa, und über Staatsstraßen (7, 106) und Regionalbahnstrecken mit dem süditalienischen Umland. Die internationalen Flughäfen Bari und Brindisi sind rund 90 und 75 Kilometer entfernt. Der Flughafen Tarent-Grottaglie hat eine 3.200 Meter lange Start- und Landebahn, wird jedoch derzeit nur von Frachtflugzeugen angeflogen, die in Apulien gebaute Flugzeugkomponenten in die USA befördern.
Die Anlagen des Handels- und Industriehafens erstreckten sich im Jahr 2016 auf rund 340 Hektar, die Uferlänge aller Kaianlagen betrug insgesamt knapp 10 Kilometer. Die Hafenzufahrt im Mar Grande ist 25 Meter tief, die Tiefe der Hafenbecken liegt zwischen 8 (Ost) und 16,5 Metern (West). Der alte Handelshafen ist heute de facto zweigeteilt: Im östlichen Teil (Sant’Eligio) befindet sich der Yachthafen, der westliche Teil (San Cataldo) ist nicht nur Handels-, sondern auch Passagierhafen. Für den Passagierverkehr und für Besucher wurden auf der Pier 1 Dienstleistungs- und Abfertigungseinrichtungen gebaut. Umgeschlagen werden über diese Pier meist Stückgüter verschiedenster Art, aber auch feste Massengüter. Die Piers 2 und 3 sind dem Stahlwerk vorbehalten: es werden dort meist für die Stahlerzeugung notwendigen Rohstoffe gelöscht und Stahlprodukte geladen. Die Pier 4 teilen sich das Stahlwerk und das Zementwerk Cementir Italia. Diese Pier soll westlich erweitert und dahinter eine sogenannte Logistikplattform entstehen. Die Piers 2, 3 und 4 haben etliche Hafenkrane sowie Förderbandanlagen, die direkte Materialtransporte vom Hafen zu den Stahl- und Zementwerken ermöglichen. Auf die genannten vier Piers folgt ein Hafenbecken mit Einrichtungen, die staatliche Sicherheitsbehörden und Hafenbetriebsstellen mit dazugehörigen Seefahrzeugen wie Patrouillenboote, Lotsenboote und Schlepper beherbergen. Am nordwestlichen Ende des Mar Grande liegt der Ölhafen mit seiner 560 Meter langen Löschbrücke. In der Mitte des Mar Grande befindet sich ein Bojenfeld. Von dort können Tanker ihre Ladungen über eine Unterwasser-Pipeline direkt zur Raffinerie pumpen.
Die jenseits der Punta Rondinella und der Hafenmole gelegene, 1.200 Meter lange Pier 5 dient ebenfalls der Einschiffung von Stahlprodukten. Sie ist über Gleisanlagen mit dem Stahlwerk verbunden und verfügt ebenfalls über mehrere große Hafenkrane. Diese Pier soll in südöstlicher Richtung zu einer über 120 Hektar großen Plattform ausgebaut werden. Zwischen dieser Plattform und der Punta Rondinella ist der Bau einer weiteren Pier vorgesehen. Ganz im Westen liegt die sogenannte Mehrzweckpier, eine spornförmige, rund 110 Hektar große Plattform mit einem sehr modern ausgestatteten Containerterminal mit einer Jahreskapazität von über 2 Millionen TEUs. Es hat zehn Containerbrücken und 23 andere Portainer sowie Reach-Stackers und andere schwere Fahrzeuge. Die dortigen Gleisanlagen sind direkt mit dem nationalen Gleisnetz verbunden.

## Sonstiges
Bei der Insel Borgo Antico befindet sich am Mar Piccolo ein kleiner Fischereihafen. Weitere kleine Anlegestellen gibt es am Mar Piccolo außerhalb der militärischen Sperrgebiete, insbesondere auf dem Festland am Uferabschnitt in der Nähe des Hauptbahnhofs. Im östlichen Bereich des Mar Grande befinden sich vor der Neustadt kleinere Marinas.
Seit der Eröffnung des Marinestützpunktes Chiapparo im Osten des Mar Grande im Jahr 2004 hat sich der Platzbedarf der Marine im Mar Piccolo verringert. Aus diesem Grund hat man die Marine mehrmals darum gebeten, ihren sogenannten Torpedobootshafen für eine zivile Nutzung zur Verfügung zu stellen. Es handelt sich um den südwestlichen Uferabschnitt des Mar Piccolo, den man nach passieren des südlichen Kanals und seiner Drehbrücke auf der rechten Seite erblickt. Von den Kaianlagen bis zur kleinen Bucht, an der sich das Marinearsenal befindet, soll die Marine etwa die Hälfte aufgeben und die Mauer, die dieses Gelände von der Grünfläche Villa Peripato und den Siedlungen der Neustadt abriegelt, abgerissen werden, sodass dieser Stadtteil einen Zugang zum Mar Piccolo erhält. Die Planungen der Hafenbehörde sehen eine Nutzung als Yachthafen und eventuell den Bau eines Kreuzfahrtterminals vor.
Für die westlich der Punta Rondinella und der Hafenmole gelegenen Hafenanlagen war im Jahr 2004 eine militärische Nutzung durch die United States Navy im Gespräch.